# ガーデンステート・パークウェイ

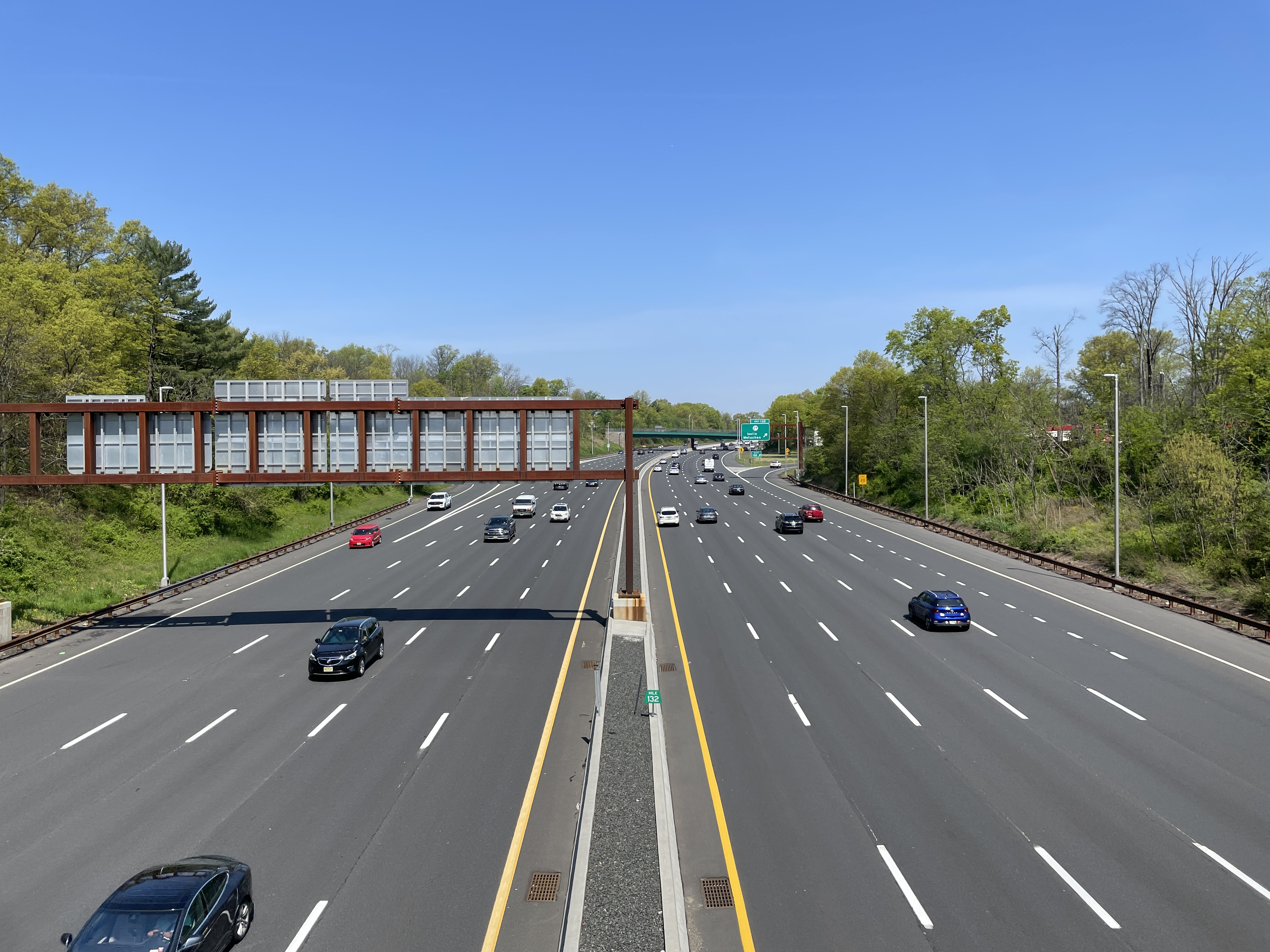

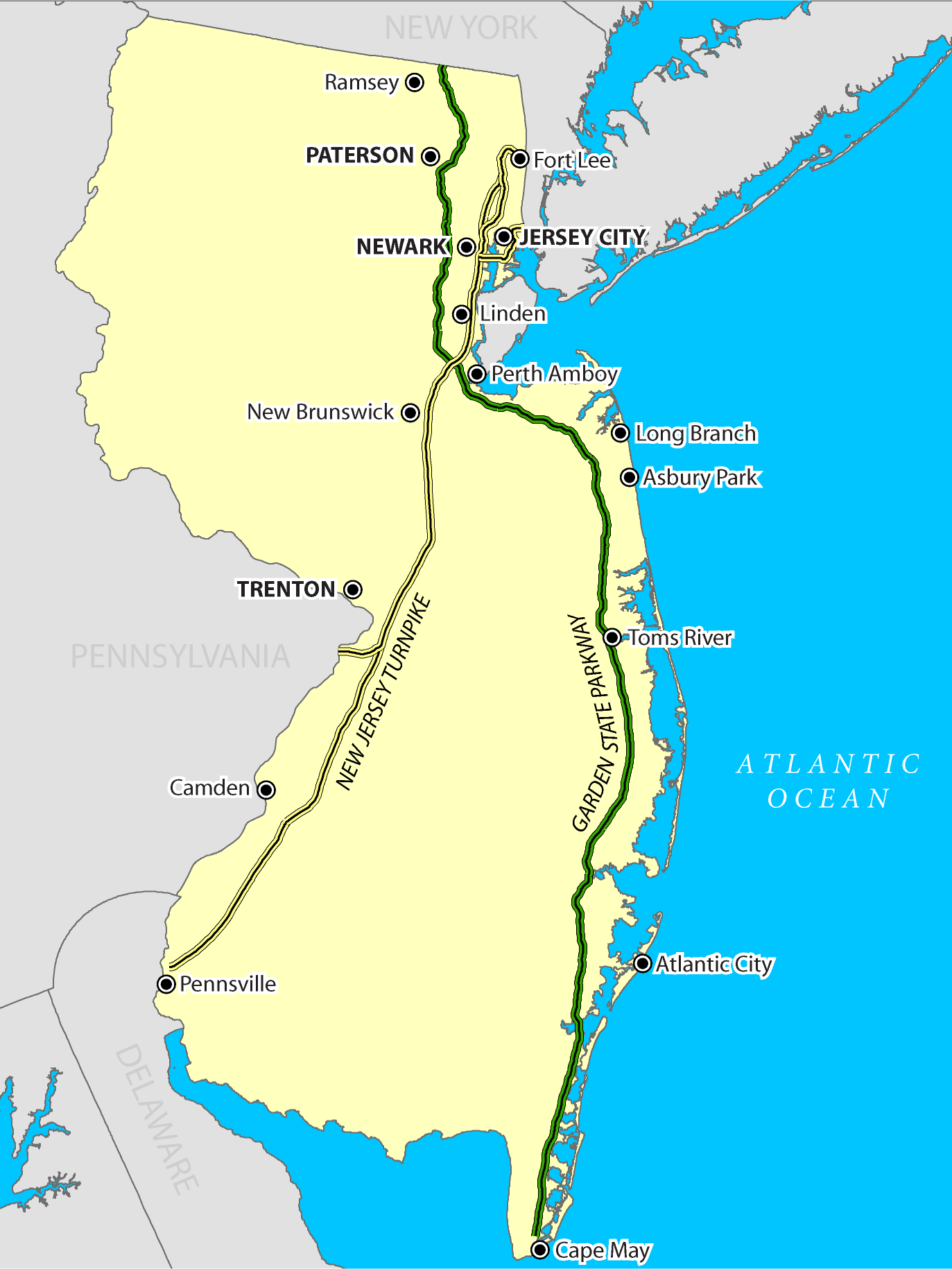
ニュージャージー州の地図に、ガーデンステート・パークウェイ（海岸）とニュージャージー・ターンパイク（内陸）を示す。

ガーデンステート・パークウェイ (英語: Garden State Parkway、略称：GSP)は、アメリカ合衆国ニューヨーク州との州境からニュージャージー州を南北に縦断する公園道路で、有料道路である。277.5キロメートル（172.4マイル）。ニュージャージー州のニックネームである「ガーデン・ステート」から名前が付けられている。同州東北部（ニューヨーク市のハドソン川対岸）の人口が多い地域帯から、同州東南部のアトランティック・シティーなど人口が比較的少ない大西洋岸への道路である。

## 概要
ガーデンステート・パークウェイ（GSP）の路線は、南端のメイ岬付近で出発して、そこから大西洋岸を北上して、アトランティック・シティー、ネプチューン（Neptune）などを経て、その後は少し内陸に入り州間高速道路287号線の出発点を経て、すぐニュージャージー・ターンパイク（州間高速道路95号線）と交差し、次にニュアーク西郊外で州間高速道路78号線（Interstate 78）と交差して、さらに北上後に州間高速道路80号線（I-80）とも交差してから、しばらくしてニューヨーク州へ入る。ここからはニューヨーク・ステート・スルーウェイ（I-87）へ接続する。
GSPの計画は以前からあったが、1950年代に部分的に徐々に建設されて、1954年に開通した。有料道路にして建設費を償却する方式がなされて、当初ニュージャージー道路公社（New Jersey Highway Authority）が管理していたが、2003年からはニュージャージー・ターンパイク公社（New Jersey Turnpike Authority）へ合併されてそこが管理している。

## 参照項目
- ニュージャージー・ターンパイク